# Авалски корпус ЈВуО
Авалски корпус  (Горски штаб 76) био је корпус Југословенске војске у Отаџбини који је обухватао срезове врачарски, грочански и посавски током Другог свјетског рата. Командант корпуса био је капетан Светислав Трифковић. Бројно стање корпуса било је око 1.200 бораца, 1943. године.

## Састав корпуса
- Командант: капетан Светислав Трифковић
- Помоћник команданта: мајор Драгослав Ђорђевић (резервни официр, адвокат, из Београда)
- Шеф обавештајно пропагандне службе: Јован Ралетић

### Бригаде
- 1. посавска (капетан Коста Маринковић)
- 2. врачарска (капетан Љубомир Поповић до 1. септембра 1943, па капетан Радован Минцић, до марта 1944, поручник Драгослав Крстић, до краја 1944, и капетан Светозар Гајић)
- 3. грочанска (капетан Јован Обрадовић до новембра 1943, када је ухапшен од Гестапоа, а затим п.пор. Милан Вукомановић, до септембра 1944, и п.пор. Милорад Тодоровић
- Липовачка (основана почетком 1944, ком. поручник Виктор Попов)
- Летећа бригада “Мајор Мишић“ (мајор Радован Минцић)
- Летећа бригада “Капетан Машинковић (основана јануара 1944, ком. капетан Светозар Гајић)